# Svalstarar (släkte)
För familjen Artamidae, se svalstarar (familj)
Svalstarar (Artamus) är ett fågelsläkte i familjen svalstarar (Artamidae). Släktet omfattar elva arter med oscina tättingar som förekommer i Australasien.

## Taxonomi

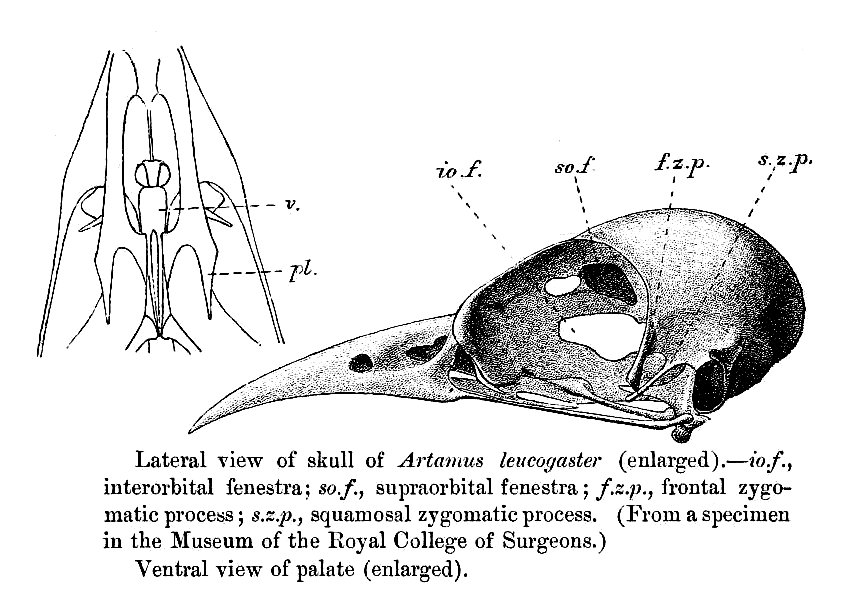
Skallen av en vitbröstad svalstare, här beskriven med den äldre synonymen Artamus leucogaster. Teckningen visar bland annat de små och cirkelformade näshålorna.

Svalstararnas vetenskapliga namn härstammar från gammalgrekiskans artamos, som betyder "slaktare" eller "mördare" och anspelar på deras likhet med törnskatorna. Trots deras trivialnamn är det inte alls närbesläktade med vare sig svalorna eller stararna, och inte heller törnskatorna som de till viss del liknar morfologiskt. 
Taxonomin kring svalstararna har varit omdiskuterad. Tidigare har de vanligen placerats vanligen i en egen familj. Sibley och Ahlquists DNA-studier från 1985 visade dock på ett nära släktskap mellan svalstararna och en grupp bestående av flöjtkråka, törnkråkor, kurrawonger och släktet Peltops. Denna grupp har historiskt ofta placerats i den egna familjen Cracticidae. Utifrån dessa resultat slog därför Sibley och Ahlquists ihop dem i den gemensamma familjen Artamidae och behandlade istället de tidigare familjeindelningarna som underfamiljerna Artaminae och Cracticinae. 

## Utbredning
Svalstararna har en australasiatisk utbredning, där merparten förekommer i Australien och Nya Guinea. Gråhuvad svalstare har uteslutande ett asiatiskt utbredningsområde som sträcker sig från Indien och Sri Lanka till Sydostasien och Kina. Vitbröstad svalstare har det största utbredningsområdet vilket sträcker sig från Malackahalvön, till Australien i söder, och till Vanuatu och Nya Kaledonien. Gruppen når så långt österut som till Fiji där den endemiska arten fijisvalstare förekommer.

## Utseende och ekologi
Svalstararna påminner om ett mellanting mellan svalor och törnskator. De har en mörk och luftig fjäderdräkt, och en borstliknande tungspets som de mycket sällsynt använder för att samla nektar. Vanligtvis födosöker de glidflygande uppe i luften eller precis ovanför trädtopparna, likt svalor, på jakt efter flygande insekter. De är skickliga flygare, med ganska stora spetsiga vingar och tillhör en mycket liten grupp med tättingar som kan glidflyga. Utöver en art som är stannfågel, är alla nomadiska och flyttar kontinuerligt till områden med bäst förutsättningar för flygande insekter. De övernattar ofta i stora flockar. De bygger ett löst sammanhållet bo av tunna kvistar och båda föräldrar tar hand om ungarna.

## Artlista
Listan nedan följer AviList:
- Gråhuvad svalstare (Artamus fuscus)
- Fijisvalstare (Artamus mentalis)
- Sulawesisvalstare (Artamus monachus)
- Papuasvalstare (Artamus maximus)
- Vitbröstad svalstare (Artamus leucorynchus)
- Bismarcksvalstare (Artamus insignis)
- Svartmaskad svalstare (Artamus personatus)
- Vitbrynad svalstare (Artamus superciliosus)
- Grå svalstare (Artamus cinereus)
- Sotsvalstare (Artamus cyanopterus)
- Mindre svalstare (Artamus minor)